# Vysílač Mařský vrch
Vysílač Mařský vrch se nachází na stejnojmenném kopci v nadmořské výšce 895 m n. m. Televizním signálem pokrývá  jižní Čechy. Kromě televizního vysílače jsou zde umístěny i základnové stanice (BTS) mobilních operátorů O2, T-Mobile a Vodafone.

## Vysílané stanice

### Televize
Přehled televizních multiplexů šířených z Mařského vrchu:
|        | Multiplex    | Kanál | Kmitočet | Výkon (ERP) | Polarizace  |
| ------ | ------------ | ----- | -------- | ----------- | ----------- |
| DVB-T2 | Multiplex 21 | 39    | 618 MHz  | 20 kW       | horizonální |
| DVB-T2 | Multiplex 22 | 27    | 522 MHz  | 20 kW       | horizonální |
| DVB-T2 | Multiplex 23 | 22    | 482 MHz  | 20 kW       | horizonální |

## Ukončené vysílání

### Analogová televize
Vypínání analogového vysílání probíhalo 30. června 2010.
| Vypnuto     | Stanice | Kanál | Kmitočet   | Výkon (ERP) | Polarizace   |
| ----------- | ------- | ----- | ---------- | ----------- | ------------ |
| červen 2010 | ČT1     | 32    | 559,25 MHz | -           | horizontální |
| červen 2010 | ČT2     | 47    | 679,25 MHz | -           | horizontální |

### Digitální vysílání DVB-T
Vypínání probíhalo od 13. února 2020 do 14. července 2020.
| Vypnuto       | Multiplex   | Kanál | Kmitočet | Výkon (ERP) | Polarizace   |
| ------------- | ----------- | ----- | -------- | ----------- | ------------ |
| červenec 2020 | Multiplex 1 | 49    | 698 MHz  | 20 kW       | horizontální |
| únor 2020     | Multiplex 2 | 39    | 618 MHz  | 20 kW       | horizontální |
| únor 2020     | Multiplex 3 | 22    | 482 MHz  | 1 kW        | horizontální |